# Kryptoprozessor

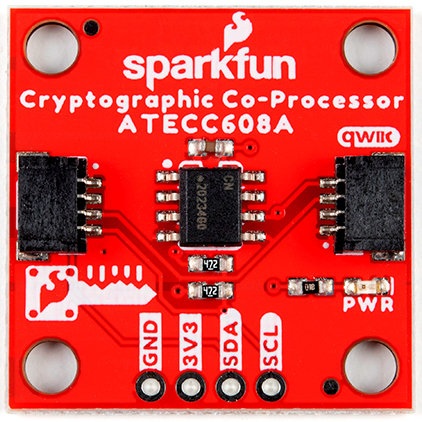
Kryptoprozessor Type ATECC608A auf einer Entwicklungsplatine

Ein Kryptoprozessor ist ein spezieller Mikroprozessor, welcher als Mikrocontroller oder als System-on-a-Chip ausgeführt ist, und welcher neben der Anwendung von kryptografischen Operationen zusätzliche Einheiten und Software für die Realisierung der Basisfunktionen eines Sicherheitssystems umfasst. Kryptoprozessoren werden unter anderem in Chipkarten, SIM-Karten, Secure Elements, Trusted Platform Modules (TPM) oder Security-Token als zentrales Bauelement eingesetzt.
Da bei einem Kryptoprozessor, wie in der Anwendung einer Smart Card einem Angreifer direkter physischer Zugang zu der Hardware prinzipiell möglich ist, verfügen diese Prozessoren gegenüber herkömmlichen Prozessoren speziell gegen unbefugten physischen Zugriff gesicherte Hardware bzw. Speicher, welche direkt am Halbleiterchip untergebracht sind, um so gezielte Manipulationen zu erschweren (englisch tamper resistance). Diese Methoden umfassen unter anderem direkt am Die angebrachte elektrisch leitfähige Schichten, welche das Ermitteln des internen Aufbaus z. B. durch chemische Methoden oder durch Dünnschliff erschweren. Auch der direkte elektrische Zugang zu internen Steuersignalen wird damit verhindert. Aus diesem Grund wird bei Kryptoprozessoren das komplette System samt peripheren Einheiten auf einem einzigen Halbleiterchip (englisch Die) untergebracht. Weitere Maßnahmen in Hardware können das automatische Löschen von internen Speicherelementen sein, beispielsweise sobald versucht wird, das Chipgehäuse mechanisch zu öffnen.
Je nach System werden neben dem speziellen Aufbau der Hardware und bei Verwendung von externen Speichern die Daten in der externen Busschnittstelle zur Laufzeit ver- und entschlüsselt. Im Bereich der eingesetzten Software werden spezielle zeitliche Verhaltensweisen gewählt, welche das indirekte Gewinnen von gespeicherten und geheimen Informationen erschweren, beispielsweise über geringe Schwankungen des Stromverbrauchs oder durch Unterschiede im zeitlichen Antwortverhalten.

## Beispiele
Durch die langen Prozessabläufe im Rahmen der Zertifizierung finden in Kryptoprozessoren meist ältere Hardwarestrukturen Anwendung. Ein älterer und weit verbreiteter Kryptoprozessor ist unter anderem die von Infineon hergestellte Familie SLE78 welche im Kern auf einem 80251 aufbaut, einer 16-Bit-Variante des Intel MCS-51 und der neben TPMs auch in Yubikey der Serie 5 eingesetzt wird. Ein weiteres Beispiel ist die im Kern auf Cortex-M3 aufbauende Familie SecurCore SC300 von dem Unternehmen Advanced RISC Machines Ltd. (ARM).